# チチュウカイミバエ
チチュウカイミバエ（地中海実蝿、Ceratitis capitata）は、ハエ目（双翅目）・ミバエ科に属するハエの一種。主に植物を加害するミバエの一種で、数多くの果物・野菜を害する害虫であるため、世界各地で非常に警戒されている。
成虫の体長は4.0 ～5.5mm前後、翅と胸の部分にモザイク状の紋様がある。

## 農業害虫
柑橘類、モモ、ビワ、リンゴ、ブドウ、パパイヤ、グアバ、コーヒー、ウリ類、ナスなどきわめて多くの生果実・果菜類（全200種～300種とも）に産卵、生まれた幼虫が果肉部分を食い荒らす。この虫が果実に寄生すると腐敗・落果し、ひどい場合には収穫皆無となるほどの被害をもたらす。
このため、日本においてもチチュウカイミバエ発生国から、この寄主となる植物や果実を持ち込むことが植物防疫法により規制されている。
もともとはアフリカ原産であるが、1842年までにスペインから中近東にかけて生息域を拡大、その後オーストラリア、南アメリカ、さらにはハワイ諸島に定着した。
アメリカ合衆国本土にもたびたび侵入しているが、1929年フロリダに侵入した際には、アメリカ農務省はすべての農産物の州間輸送を禁止し、600万ドルもの予算を費やし大規模に殺虫剤マラチオンの散布事業を実行して根絶に成功した。現在では放射線（ガンマ線）照射により生殖能力を奪った不妊虫を放し、侵入を未然に防ぐ不妊虫放飼法が継続して行われている。